# Taavi Aronpää
Taavi Aronpää (2001) è un giocatore di football americano finlandese che gioca come linebacker per gli Helsinki Roosters.
Nel 2024 ha giocato per i tedeschi New Yorker Lions.